# Sotoserrano
Sotoserrano település Spanyolországban, Salamanca tartományban. Sotoserrano Cepeda, Miranda del Castañar, Pinedas, Colmenar de Montemayor, Valdelageve, Lagunilla, Zarza de Granadilla, Caminomorisco, Herguijuela de la Sierra és Madroñal községekkel határos. Lakosainak száma 513 fő (2024).

## Népesség
A település népessége az elmúlt években az alábbi módon változott:
| Lakosok száma | 718  | 712  | 662  | 671  | 652  | 626  | 590  | 573  | 543  | 513  |
|               | 2001 | 2004 | 2007 | 2009 | 2012 | 2014 | 2017 | 2019 | 2022 | 2024 |

## Képtár

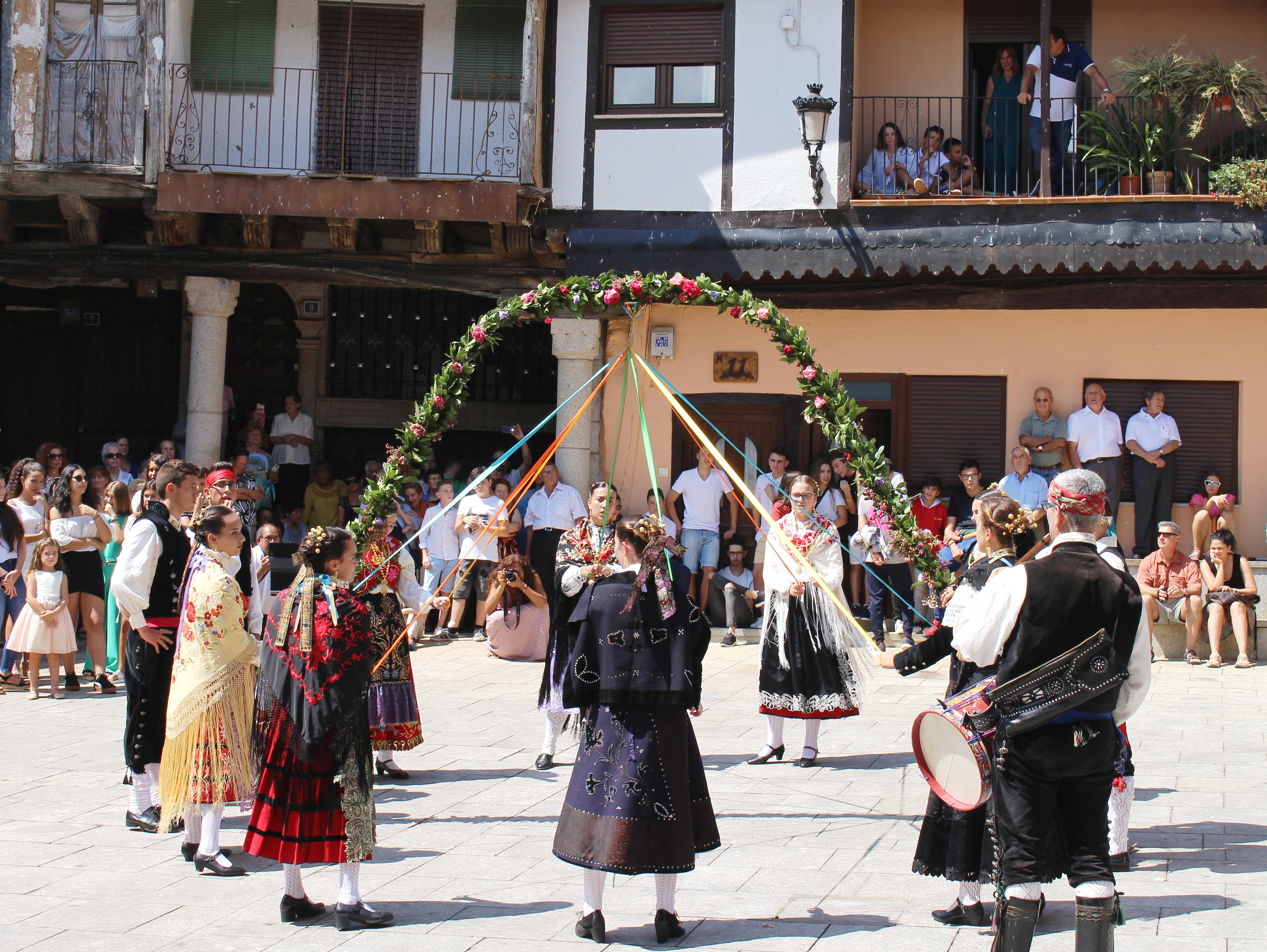
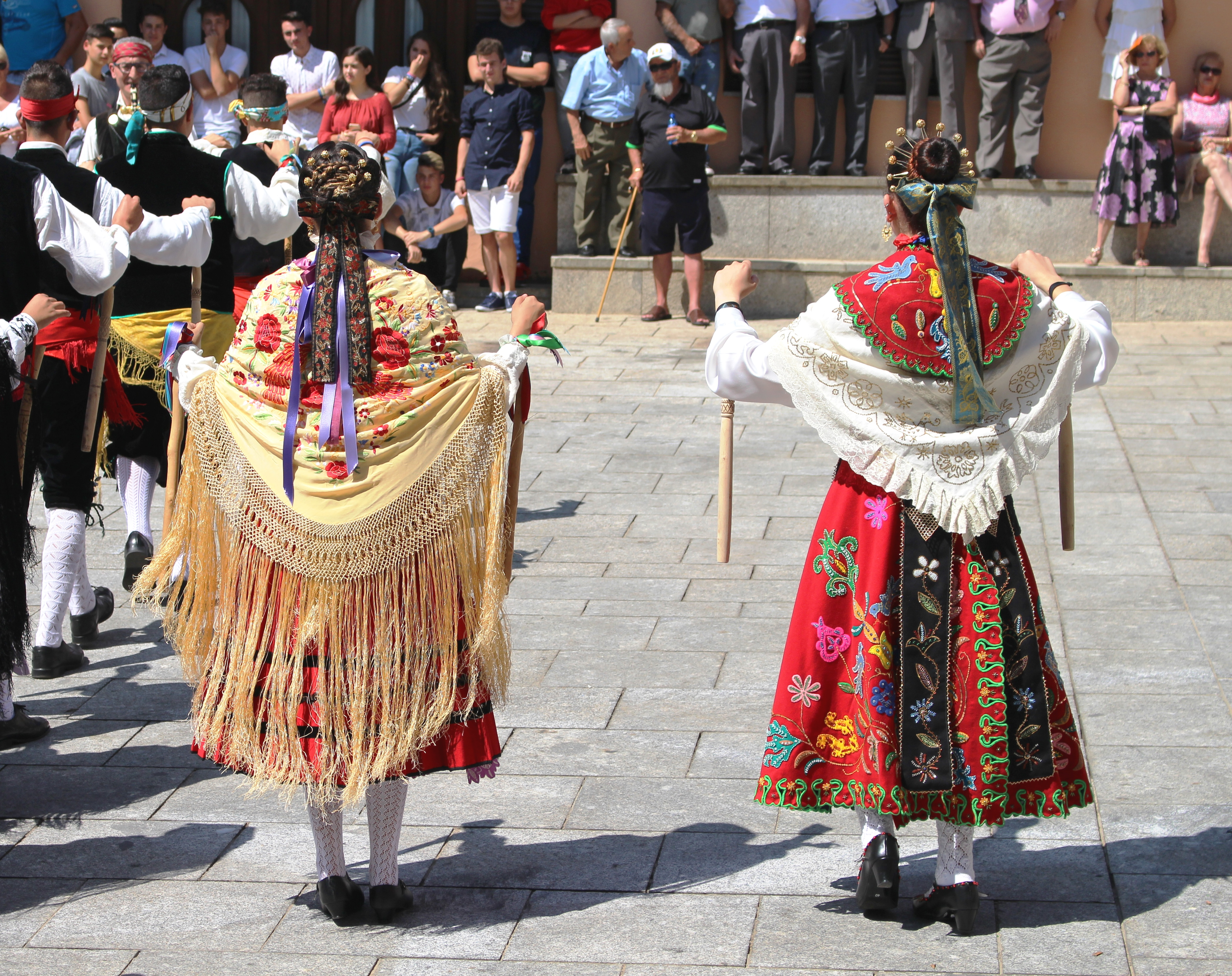
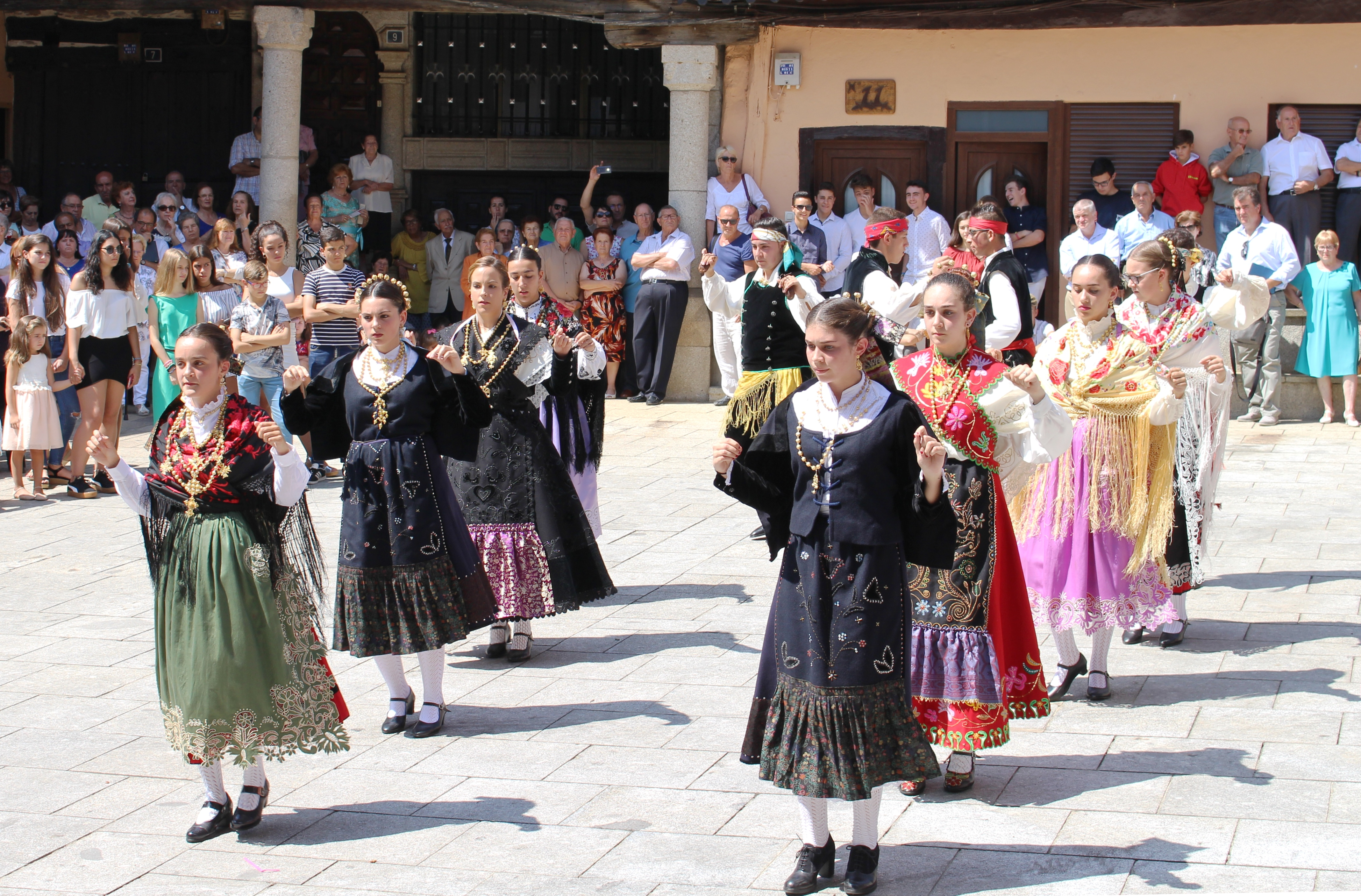